# Stepan Sjevyrjov

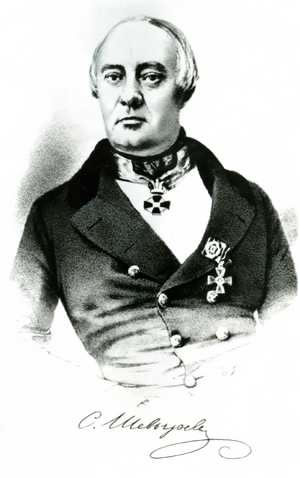
Stepan Sjevyrjov

Stepan Petrovitj Sjevyrjov (ryska: Степан Петрович Шевырёв), född 30 oktober (gamla stilen: 18 oktober) 1806 i Saratov, Kejsardömet Ryssland, död 20 maj (gamla stilen: 8 maj) 1864 i Paris, var en rysk litteraturvetare och litteraturkritiker.
Sjevyrjov anställdes 1823 vid utrikesministeriets arkiv i Moskva och blev 1827 medarbetare i tidskriften "Moskovskij vjestnik", där han publicerade dels poetiska översättningar, dels filosofiska och estetiska studier under påverkan av Friedrich von Schelling och tyska romantiken (däribland en studie över andra delen av Johann Wolfgang von Goethes "Faust").
Som informator kom han 1829 till Italien, varifrån han skrev resebrev. Efter en doktorsavhandling om Dante Alighieri och hans tid blev han 1834 adjunkt i rysk litteraturhistoria vid Moskvauniversitetet. Hans föreläsningar om Istorija poezii utkom i bokform 1836 (ny upplaga 1887) och användes länge som handbok vid universitetsstudier. Åren 1845-60 utkom hans föreläsningar om ryska litteraturens historia.
I sin socialpolitiska åskådning stod han slavofilerna nära, särskilt i fråga om den västerländska civilisationens förmenta "ruttenhet", och medarbetade i deras organ, "Moskovskij nabljudatel", i början av 1840-talet. Han fick avsked från professuren 1857 och flyttade 1861 till Florens, där hans föreläsningar trycktes med titeln Storia della litteratura russa.